# Carlton (Georgia)
Carlton es un pueblo ubicado en el condado de Madison en el estado estadounidense de Georgia. En el censo de 2000, su población era de 233.

## Demografía
En el 2000 la renta per cápita promedia del hogar era de $26,250, y el ingreso promedio para una familia era de $29,583. El ingreso per cápita para la localidad era de $16,303. Los hombres tenían un ingreso per cápita de $23,750 contra $20,625 para las mujeres.

## Geografía
Carlton se encuentra ubicado en las coordenadas 34°2′32″N 83°2′6″O / 34.04222, -83.03500 (34.006635, -83.812016).
Según la Oficina del Censo, la localidad tiene un área total de 2,6 km² (1 mi²), de la cual 2,6 km² (1 mi²) es tierra y 0 km² (0 mi²) (0.00%) es agua.